# 蒼国来栄吉
蒼国来 栄吉（そうこくらい えいきち、1984年1月9日 - ）は、中国内モンゴル自治区赤峰市出身で荒汐部屋に所属した元大相撲力士。2019年に日本国籍を取得。日本名は中国名をそのまま（但し片仮名表記）使用したため、現在の本名はエンクー・トプシン。旧名は恩和図布新（モンゴル文字：ᠡᠡᠭᠭᠡᠳᠦᠶᠪᠰᠢᠨモンゴル語キリル文字表記：Энхтүвшин、ラテン文字転写：Engketübsin、日本語カナ表記：エンヘトゥプシン）、愛称はエンクー。身長186cm、体重145kg、血液型はO型。好物は羊の塩茹で。得意手は右四つ、寄り、投げ。最高位は東前頭2枚目（2017年3月場所）。解雇処分の後、裁判での勝訴を経て幕内力士としての地位を回復し、現役復帰を果たすという珍しい経歴を持つ。現在は年寄・荒汐。荒汐部屋の師匠を務めている。

## 来歴

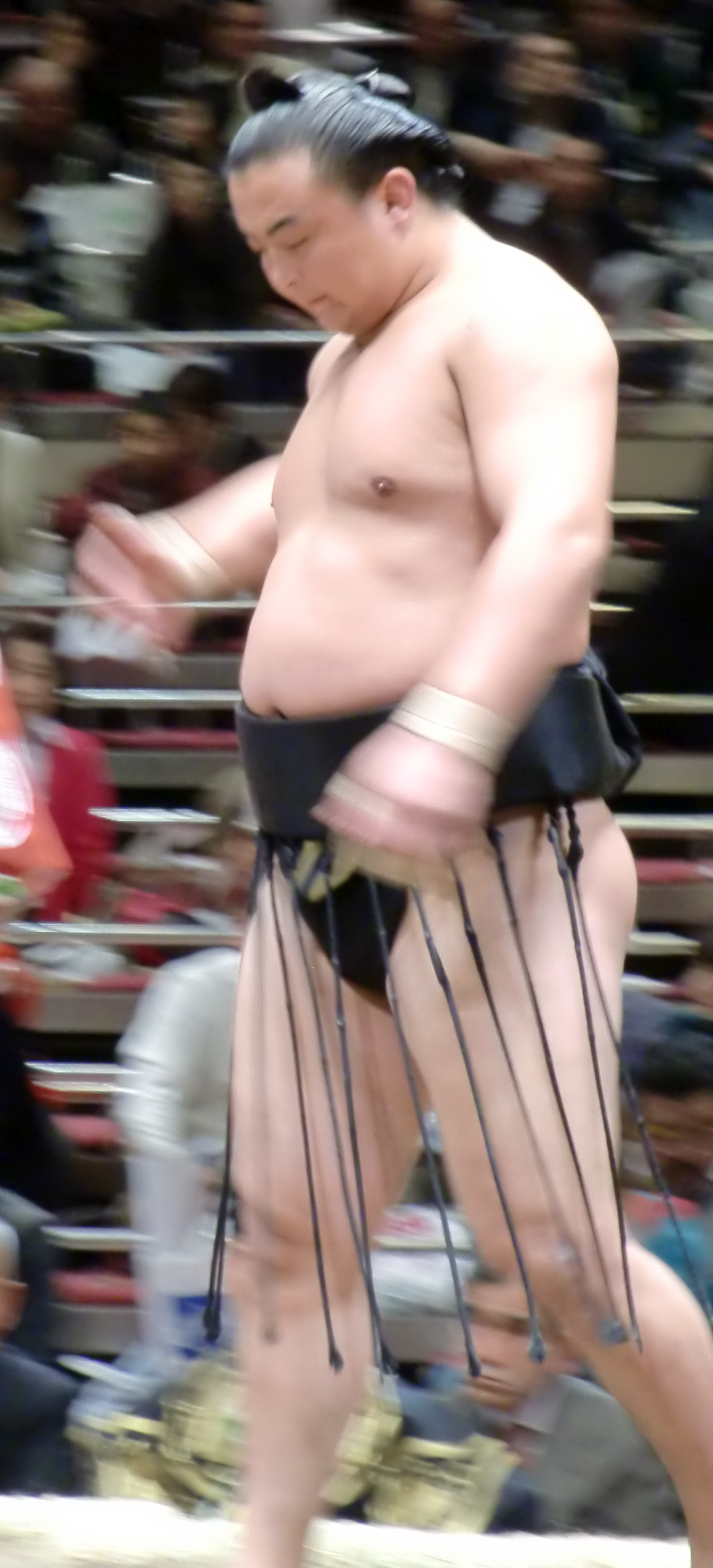
塩をまき仕切りに戻る蒼国来

### 初土俵〜荒汐部屋初の関取へ
7歳からモンゴル相撲に親しみ16歳で全国優勝、そして内モンゴル第3スポーツ体育委員会所属レスリング学校に進み、84kg級中国全国ジュニア・ランキング8位という実績を残した。2003年4月に訪中した荒汐親方が体格に恵まれた目当ての弟子候補との交渉がまとまらず帰国の期限が迫っていた際に、蒼国来自らが、荒汐が滞在していたホテルまで足を運び、入門を直談判した。蒼国来の熱意に折れた荒汐が入門を許可し、同年6月28日に来日して荒汐部屋に入門。同年9月場所で初土俵を踏んだ。入門時点で部屋に1人しか弟子がいない状況の中の新弟子であった。蒼国来が裁判闘争を勝ちぬくまでの様子を記述した言語教育学者の谷岡ケイは「どことなく老成した雰囲気が強すぎる」と当初の印象を自身の報告書に伝えていた。
師匠の荒汐の第一印象は「筋肉質だが細い。果たして太れるのか?」というものであり、実際荒汐が本来の弟子候補を視察しに現地の大学へ行った際には目にも留まらなかった。再び視察に大学へ行った際に蒼国来の股割りや摺り足などの基本動作、体力をチェックし、合格の判が押された。テストの際に出来た股割りは入門したくて必死であったため出来たといい、来日直後は股割りが出来なくなっていた。一応日本の相撲の存在そのものは知っていたそうで、大学側からもし相撲で失敗した際にはレスリングに復帰する手筈を整えると言われたことが相撲に飛び込んだ要因となった。
2003年11月場所では序ノ口優勝を果たし、2004年1月場所は右上腕骨折のため全休（記録上は1不戦敗6休）するが、3月場所は序二段で7戦全勝（優勝同点）、同年11月場所では幕下に昇進した。同年末に「1年間がんばって、ダメだったら戻ってきてもいいぞ」と蒼国来と約束したレスリング部の監督に挨拶しようと内モンゴルに戻った。荒汐と女将はそのまま内モンゴルから戻ってこないのではと心配したが、相撲を途中で投げ出したら周囲から白い目で見られると自覚していた蒼国来は部屋にきちんと戻った。
その後は幕下と三段目の往復が続いていた。2007年5月場所では三段目筆頭で7戦全勝優勝を成し遂げ、翌7月場所は一気に幕下11枚目まで昇進し、ここでも5勝2敗と勝ち越し、翌9月場所は幕下5枚目に昇進して4勝3敗と勝ち越した。しかし、11月場所には自己最高位の東幕下2枚目で3勝4敗と負け越した。
その後も幕下上位での一進一退が続いていたが、2008年に入り十二指腸潰瘍のため体調を崩し番付を大幅に落とした。体調が回復した7月場所では6勝1敗の成績で優勝決定戦に進出した。9月場所では東幕下10枚目と再び関取が見える幕下上位15番目以内まで番付を戻して4勝3敗で勝ち越し、11月場所では西幕下4枚目まで番付を上げたが2勝5敗に終わり、西18枚目まで番付を落とした。しかし2009年7月場所では幕下西4枚目で4勝3敗と勝ち越し、9月場所では自己最高位である幕下西筆頭まで番付を上げ、ここでも4勝3敗と勝ち越したが十両からの陥落者が少なく11月場所は東幕下筆頭に留め置かれた。
幕下で5年ほどくすぶっていた頃は体重が中々増えなかった。減量を行う必要のあるレスリングを経験した中でよく噛んで食べる習慣が染みついていたため、増量に必要な一気に飲み食いするという行為が苦手であったのである。
東幕下筆頭で迎えた2009年11月場所では5勝2敗と勝ち越し、同年12月2日に開かれた番付編成会議で2010年1月場所での新十両昇進が決定した。中国人（中華人民共和国籍）力士の関取昇進は、1974年7月場所の清乃華（生まれ・育ちは大阪府で、新十両を機に福建省を出身地とした）以来36年ぶり2人目、内モンゴル出身者では（さらに言えば中国の生まれ・育ちである中国人の中でも）史上初である。また、部屋創立8年目の荒汐部屋にとっても初の関取誕生であった。十両昇進が決定すると荒汐の電話には後援者や知人からの電話が殺到し、長時間使用により携帯電話のバッテリーは発火寸前となり、慌てて携帯ショップに駆け込んでバッテリー交換を頼んだところ既に携帯電話の内部は真っ黒でバッテリー交換が不能な状態となっていたため、荒汐は携帯電話を買い替えた。
新十両となった2010年1月場所から4場所連続で勝ち越し、9月場所で新入幕。西前頭13枚目で8勝7敗と勝ち越した。翌11月場所は6勝9敗と負け越したが、翌年1月場所は8勝7敗と勝ち越し、幕内定着を果たしたかに思えた矢先、八百長問題（後述）により解雇処分となる。
この後、約2年半後に幕内力士として復帰するまでの間、所属していた荒汐部屋で生活しつつ稽古を続けていた他、日野自動車ラグビー部の練習に参加して体力を鍛えたり、代々木公園で行われるモンゴル・ブフ・クラブの稽古に参加して勝負勘を維持した。解雇期間中、トレーニングのし過ぎで足が腫れ、治るまで1ヶ月間トレーニングを中断せざるを得なくなったこともある。

### 大相撲復帰後
裁判（後述）を経て西前頭15枚目の幕内力士として復帰し、2013年7月場所に自身2年半ぶりの本場所を迎えた。関取衆からは「ブランクは致命傷、絶対大怪我する」とまで危惧され、2年も大相撲の稽古場に立っていないため三段目の力しか残っていないという声もあった。師匠の荒汐からも「勝って3番ぐらいだろう」と予想されていたものの、解雇期間中もトレーニングを怠らなかった甲斐もあったのか、心配された故障の発生は無かった。しかしながら2年以上のブランクの影響は隠し切れず、復帰場所は6勝9敗、続く9月場所は東十両筆頭の地位で4勝11敗、翌11月場所を西十両7枚目の地位で5勝10敗と3場所連続での負け越しに甘んじた。
大相撲復帰の経緯から師匠は7月場所前に「相手は親の敵だと思って向かってくるから気をつけろよ」とアドバイスをした。裁判で潔白は証明されたが最初は周囲から色眼鏡で見られ、本人も後に「支度部屋での視線がつらかったです」と話していた。周囲に再び溶け込むまで1年はかかったそうであるが、師匠によると温和で優しく自己主張しない性格が他の力士との関係を修復させ、彼らとうまく付き合うことができるようにしたとのこと。復帰場所の7月場所を師匠は怖くて1番から2番程度しかまともに観戦できなかったという
東十両11枚目まで地位を下げたことで関取維持が危ぶまれていた2014年1月場所には、14日目に3年ぶりの勝ち越しを果たすも、千秋楽にはその一番に十両優勝が懸っていた千代丸に敗れて8勝7敗で場所を終える。翌3月場所は東十両9枚目の地位で土俵に上がり、2日目から9連勝と中盤までは豊真将（年寄・立田川）と十両優勝を競っていた。最終的に豊真将の方が13日目で優勝を確定させたが、蒼国来はこの場所を11勝4敗の好成績で終え、これが自身初の2ケタ勝利となった。翌5月場所には再入幕を果たし、復帰時には122kgまで落ちていた体重が142kgまで増加しており、好調である様子が場所直前に伝えられていた。この場所で、2011年1月場所以来となる、3年半ぶりとなる幕内での勝ち越しを果たした。翌7月場所も勝ち越せば2年半のブランクを乗り越えて最高位を更新するところであったが、13日目から給金相撲を3番連続で落とし、7勝8敗の負け越しとなり、悲願は達成できなかった。続く9月場所も負け越し、11月場所では西前頭14枚目となった。この場所で11日目に早々と勝ち越しを決めて9勝6敗とし、解雇以前の自己最高位更新を確実とした。
2015年は怪我による休場もあり、十両まで番付を落とした事もあるものの、番付は基本的には幕内下位を維持している。前頭7枚目まで番付を上げた事もあり、解雇騒動によるブランクの影響は完全に払拭された。
2016年1月場所は場所前の部屋忘年会で「蒼国来の一月場所は勝てて三番，せいぜい五番でしょう」と荒汐から予想されたが、その予想に反して8勝7敗の勝ち越し。2016年3月場所には自己最高位である前頭4枚目に番付をあげ、初の上位戦が組まれたが、インフルエンザで途中休場となってしまった。2016年9月場所は5勝10敗と自身初の幕内での皆勤2ケタ黒星。千秋楽の取組後、支度部屋で「ボロボロ。体に力が入らない。心も痛い」とコメントしていた。前頭14枚目に番付を下げて臨んだ11月場所は出だし好調で、平幕で唯一初日から5連勝を記録。それ以降はやや失速したが、9勝を挙げた。
2017年1月場所も、先場所と同じく初日から5連勝。課題とされていた中盤以降の失速も見られず、11日目終了時点で9勝2敗と、1敗の稀勢の里を横綱の白鵬、平幕の貴ノ岩、逸ノ城と並んで2敗で追走していたが、12日目に千代翔馬に敗れて優勝争いから脱落。それでも13日目、14日目は今場所好調の上位力士である御嶽海、髙安に連勝、千秋楽では蒼国来と同じく3敗で、前日に白鵬を相手に金星を挙げた貴ノ岩を破り、実力を証明した。結果、この1月場所を12勝3敗で取り終えて初の三賞となる技能賞を受賞。「自身初の幕内皆勤2ケタ黒星」と「自身初の幕内皆勤2ケタ白星」を3場所で両方経験する事になった。師匠の荒汐からは「オレだって、技能賞なんてもらったことないんだぞ。三賞の中でも、獲りたくでも獲れない賞だからな」と羨まれた。
初の上位総当たりの場所となった3月場所は4勝11敗と上位の壁に阻まれたが、3日目の日馬富士戦で金星を挙げた。金星を獲得した際、協会を離れていたころを指しつつも「（当時を）思い出したくないが、こつこつやってきたことがつながった」と実感を込め「今が相撲人生で一番いいかも。楽しいね」と声を弾ませた。これ以降の場所では腰の痛みに苦しみ、5月場所は西8枚目の地位で5勝10敗、7月場所は西13枚目の地位で6勝9敗と2場所続けての負け押しで約2年ぶりの十両落ちとなった。9月場所は東十両筆頭の地位で臨んだが、4勝11敗と大敗。西十両7枚目で臨んだ11月場所は腰の調子が戻ってきたことで本来の相撲が取れるようになり、初日から6連勝。7日目の照強戦では物言いによる取直しの末に熱戦を繰り広げたが、送り出しで敗れて連勝がストップ。しかしそこから再び連勝を伸ばし、13日目の取組を終えた時点で12勝1敗とした。この時点で他に3敗以下の力士がいなかったため、十両優勝が決定した。残り2日も勝って最終成績は14勝1敗だった。十両における14勝以上での優勝は、2014年9月場所の栃ノ心（全勝）以来となった。この場所好調の要因として「体が戻ってきた。マッサージや針、腹筋とやったから場所前の稽古も良かった」と、十両陥落の一因となった腰痛の回復を挙げた。優勝よりも、3場所ぶりとなる「幕内に戻ることを気にしていた。早く戻りたいからね」と返り入幕を意識した様子。33歳の年齢のことを問われると「39歳で頑張っている人がいる。安美錦関の相撲を見ていると私なんか、まだまだですよ」と話していた。
2018年春巡業は初日からの休場が発表された。2018年7月場所は東十両10枚目で初日から休場。幕下陥落が濃厚で2013年7月場所の復帰後守ってきた関取の座を失うこととなる（幕下は解雇前2009年11月場所以来）。2018年9月場所時点で低迷している原因は、5月場所で負った右足甲の骨折にある。患部は同時点でも腫れており、四股も満足には踏めない状態。東幕下9枚目で迎えた9月場所は、1番相撲からの3連勝もあって4勝3敗と自身5場所ぶりの勝ち越し。11月場所は7戦全勝で幕下優勝を果たした。幕下15枚目以内の全勝ということで、場所後の番付編成会議で、2019年1月場所での十両復帰が決定した。

### 引退・荒汐部屋継承
2019年9月場所直前に日本国籍を取得したと発表され、9月6日の官報に告示された。その2年前から部屋継承のために帰化は決意していたといい、2020年3月末に定年を迎える師匠の後継者として見込みが立った。また、11月には八百長問題による解雇期間は全て幕内在位として記録されると発表された。2020年1月場所では東十両10枚目で4勝11敗と負け越して、3月場所は東幕下筆頭の地位で迎えたが同場所を全休。場所後の3月26日、相撲協会は同日付での蒼国来の引退、年寄・8代荒汐襲名、荒汐部屋継承承認と7代荒汐の退職を発表した。中国出身力士の年寄襲名は初。また、外国出身の部屋持ち親方としては史上5人目であり、年寄襲名と同時に部屋持ち親方となったのは史上初の事例である。なお、引退表明は番付編成会議後のため、7月場所の番付まで力士として四股名が残ることになった。
当初蒼国来は親方になることを断ったが、その後、中国に一時帰国した際にその話を20人程度に「実はこんな話があったんだ」と明かしたところ全員に「親方になるべき」と言われたという。中には断ったことに対して「バカじゃないのか、おまえ」と返されることもあったため、こうして周囲に説得されて気が変わり部屋継承を決めたという。蒼国来の引退を控えて、荒汐が蒼国来の両親に会って事情を説明したところ、両親は「あなたのことは信用していますし、オヤカタになれるなら国籍変更は全然構いません」とスムーズに話が進んだ。
2021年1月1日、日本相撲協会は8代荒汐、若元春、幕下以下の力士8名、床山1名が新型コロナウイルスに感染したことを発表した。前日（2020年12月31日）に若隆景が新型コロナウイルス感染症と診断されたため、荒汐部屋所属の24名が濃厚接触者としてPCR検査を受けたという。
2022年10月2日、引退相撲が2日、東京・両国国技館で開かれ、断髪式では13代宮城野や鶴竜親方ら約240人がはさみを入れ、止め鋏は7代荒汐が入れた。波乱に満ちた土俵人生を「一つの経験と考え、今後に生かしていければ」と淡々と振り返った。

## 八百長疑惑から名誉復帰まで

### 解雇処分から訴訟へ
2011年の大相撲八百長問題では、特別調査委員会により蒼国来が八百長に関与したと認められたと3月31日に報道されたが、報道後間もなく荒汐部屋公式サイトにて「八百長に関与したことは一切ございません。本人親方共に認定を証明する」という内容を記している。

4月1日の相撲協会の発表によると、蒼国来は本日の処分はなく調査続行とされたが、8日、9日に行われた特別調査委員会の会合で、蒼国来の八百長関与が認定され、これを受けて4月11日、日本相撲協会の臨時理事会は、当人を引退勧告処分とした。処分に際し、師匠の荒汐は後援会や蒼国来を前に「こういう結果になって本当に申し訳ない。こんなことになるなら内モンゴル自治区から連れてこなければ良かった」と涙した。蒼国来は処分に応じず引退届を提出しなかったため、更に重い解雇処分となった。退職金は満額支給すると相撲協会は表明したが、蒼国来は受け取らなかった。
4月22日、相撲協会に対し不当解雇に対する幕内力士としての地位保全及び給与支払い仮処分を東京地方裁判所に申請した。大相撲八百長問題で相撲協会に対し法的手段に出たケースは初めてであった。5月6日に発表された5月技量審査場所用の新地位表には、解雇された蒼国来と星風の四股名は記されていない。
6月9日、4月22日に起こした地位保全の仮処分申請に対し、相撲協会は幕内力士の月給に当たる約130万円を1年間支払う内容で東京地裁で和解した。今まで解雇力士による地位保全の仮処分申請はすべて却下されており、和解に至ったケースは初めて。
6月18日、日本相撲協会に力士としての地位確認及び給与の支払いを求める本訴訟を東京地裁に起こした。弁護団は関与認定の根拠とされた協会の特別調査委員会による春日錦と恵那司の証言に基づいて作成された供述書に両名が署名拒否していたと発表した。第1回口頭弁論は7月14日に行われた。
10月6日、第3回口頭弁論で蒼国来側代理人は放駒理事長（当時）が師匠の荒汐親方に、解雇処分後も荒汐部屋で生活する蒼国来を追放するよう命じていたことを暴露。法廷で協会側代理人に、協会を指導するよう異例の抗議を行った。蒼国来は6月に力士としての地位保全と給与の支払いでの仮処分で和解済みであり、「仮処分で幕内力士として地位が認められている」。さらに今回の訴訟での準備書面で協会側代理人が部屋運営は師匠に任せるとしており、「部屋の独立性を認めていながら今回の指導はおかしい」と代理人は主張した。なお、部屋を出るよう警告を受けたことに対し、蒼国来は友人宅などを転々として対処していた。

2012年（平成24年）3月1日、証人として恵那司が登場し、5回ほど蒼国来の八百長に関与したと証言した。蒼国来は「一度も話したことがない」と反論した。

2013年（平成25年）3月25日、東京地裁は「八百長相撲だったと認める十分な証拠はない」、「協会内の秩序を乱すとの理由による解雇処分も手続きが十分でない」として解雇は無効と判断し、幕内力士としての地位を認めた。その一方で、過去の八百長に関与したことが「うかがえる」とも判決文には記されていた。もっとも、後に蒼国来本人が日本経済新聞のインタビューで語ったところによると、解雇無効判決が出る前から裁判長が解雇無効を信じていたのか、蒼国来に「稽古を再開したら」と勧めていたという。

一方、蒼国来と共に裁判を戦った星風は上告審まで争った末、2013年10月に敗訴が確定。角界復帰はならず、総合格闘技に転向することになった。

### 異例の大相撲復帰
東京地裁による解雇無効判決を受けて、日本相撲協会は危機管理委員会の委員長を務める宗像紀夫外部理事（元東京地検特捜部長）を中心に対応を協議。判決を覆す証拠は乏しいと判断して控訴断念の方針を固め、4月3日の臨時理事会で満場一致によりこれを承認した。この結果、蒼国来は約2年ぶりに現役力士として復帰することが決定した。相撲協会には離職者の復帰を認めない規定があるが、敗訴を受けて異例の決断に至った。北の湖理事長（元横綱）は理事会後、国技館内で蒼国来、師匠の荒汐らと面談。本人の意向も踏まえて復帰時期を決めた。

2013年4月9日に放送されたTBSテレビ『Nスタ』内の特番では、特別調査委員会が春日錦や恵那司の証言だけを頼りにした調査を行い、蒼国来自身が通帳や携帯電話の提出を進んで行う意思を見せても殆ど履歴調査をされず、証拠も無いまま「クロ」と決めつけられた事実が明らかになった。そもそも、八百長に関与したとして名前が挙がった力士27人中押収された携帯電話から明らかになった八百長の証拠メールに名前が確認された力士は半分未満の13人に過ぎなかった。
なお大相撲八百長問題当時の理事長で協会をすでに停年退職していた元魁傑は蒼国来の大相撲復帰の際に一切の沈黙を貫き、テレビ取材も無言で追い返している。
2013年10月3日、日本相撲協会危機管理委員会は「蒼国来問題に関する検証報告書」（9月20日付）を報道陣に公開、同日午後3時から国技館大広間で記者会見を行い、八百長問題に関する蒼国来らへの調査、処分がいかに杜撰であったかを説明した。
蒼国来は5月の夏場所前に開かれる横綱審議委員稽古総見（4月27日）から相撲協会の行事に加わり、7月の名古屋場所で本場所に復帰。番付は解雇時の地位と同じ西前頭15枚目となった。

なお、蒼国来以前に一時日本相撲協会構成員ではなくなりながら、復帰した力士としては春秋園事件で離脱していた男女ノ川が有名である。
また、玉ノ富士は一旦脱走により正式に廃業したものの、当時はおおらかであったため再入門が許されたという。その玉ノ富士は関脇にまで昇進し、引退後は片男波部屋を継承し、定年退職後も2019年4月25日まで再雇用される形で年寄を務めた。

## 取り口
基本的に右四つになって寄るか投げで勝負を決める。相撲はモンゴル出身力士のようには速くなかったが、廻しを掴むと強い安定した取り口が持ち味であった。新弟子時代は頭が当たらないように肩口からぶつかっていくレスリングのようなタックルをするなど、レスリングの癖を抜くことが課題となっていたが、師匠はぶつかり稽古で矯正した。出稽古でそのための特訓をした際は気持ち悪くてちゃんこが食べられなくなることもあった。現役中に頭から当たる立合いは習得できなかったものの、下位時代に行った連日のぶつかり稽古のおかげでレスリングの癖は無くなった。師匠はレスリングのタックルのような立合いがもし矯正されなければ三段目で終わったと評している。2016年3月場所前の座談会では振分親方（元高見盛）が「勝機を逃さないところがありますよ。受けて土俵際に詰まることはあるけど、勝機があると素早く動くというか」と話しており、高崎親方（元金開山）も「勝負勘はいいと思いますよ」と同様の評価を下している。こうした相撲が取れるのは稽古熱心さからであり、浦風親方（元敷島）も「稽古場では見ていますけどね、本当に淡々としてますね。コンディションなんかを考えて、その日にやるべきことをやるという感じで」と稽古態度の良さを高く評価している。復帰前は右四つ一本であったが、復帰後は少しずつ左四つやもろ差しも取り入れており、投げに頼らなくもなっている。それ以前までは立合いできちんと手を付かない傾向にあったが、2016年9月場所では親方衆の指導などによって幾分か立合いが改善されている。2016年の幕内の土俵で最も多く変化を行った力士であり、10回行って7勝3敗であった。吊り出しも得意であり、2015年1月場所に吊り出しを決めて以降、2016年11月場所に嘉風が吊り出しを決めるまで、栃ノ心と自身のどちらかしか吊り出しを決めていないという記録がある。立合いの威力は弱い部類にあり、2014年5月場所頃は荒汐が「全然ダメ」「十両の立合い」と辛辣に評価していた。喧嘩四つである豊ノ島に対しては右四つになってがぶって寄り切るのがパターン化している。

## エピソード

### 新弟子時代
- 内モンゴルは内陸の平原であるため、新弟子時代に海を見て師匠に対して「向こう岸が見えない川は初めてです」と感想を漏らした[69]。
- 来日翌日の2003年6月29日に愛知県一宮市の荒汐部屋名古屋場所宿舎に入り、宿舎近所の焼肉屋に師匠に連れて行ってもらった際に店にいた曙（当時は親方）の巨体を見て自信を失ったが、曙から1万円の小遣いを貰って相撲を頑張る気になった[70]。
- 来日当初は予め「おはようございます」「こんにちは」「こんばんは」という言葉だけは覚えたつもりであったが、部屋に泊まった翌朝荒汐に「おはようございます」と言うべきところを「こんにちは」と間違えてしまい、荒汐に笑われた。日本語の勉強は「コップ」「箸」などの日用品の単語を1日1個ずつ覚えることから始め、女将や当時近所に住んでいた台湾人留学生の協力も仰いで勉強を行った[71]。

### 十両昇進時
- 十両昇進時、内モンゴル自治区には大相撲の地元後援会という概念すらなかったため、部屋の後援会が化粧廻しや締め込みなどの世話をした[72]。

### 食習慣の違いについて
- 来日直後は日本食に馴染めず、さらに1食にどんぶり飯1杯が限界という小食であった[15]ためご飯にヨーグルトをかけて食べていたこともあった[12]。
- また、初来日の際に師匠に御馳走して貰ったローストビーフは、内モンゴルにレアという焼き方が存在しなかったことから一切受け付けなかった[73]。ただ、日本の米自体は気に入っているという。因みに後に部屋持ちとなってから同郷の内モンゴル出身の弟子の大青山大介の父親が来日した時、部屋でちゃんこを食べて「日本のお米がこんなにおいしいとは……」と驚いていた[74]。
- 骨=食べられないもの、という常識の下で育っていたため、新弟子時代は魚の骨も大小に関わらず絶対に除去した[75]。

### 日本と内モンゴルの環境の違い
- 下位時代に風邪をひいて39度の熱を出した時は、病院で抗生物質をもらって飲んだところ、たったの一晩で回復。おそらく、故郷では抗生物質を飲んだことがなかったため薬に対して耐性が無く、効きが良かったと推測される。熱でうんうんうなっていたのが翌日には元気に稽古をする姿を見て、師匠も女将も開いた口が塞がらなかったほどであった[69]。
- 地平線が見える内モンゴルでは常に遠くを見るが、日本ではそんなに遠くを見る必要はないため、視力も日本に来て相当落ちたという[69]。
- 日本より衛生事情の悪い内モンゴルで育ったこともあって新弟子時代に水は必ずポットで煮沸して飲み、師匠が電気ポットを買ってあげるとどこに行くにも持ち歩いた[75]。

### 内モンゴル民族として
- 中国が内モンゴル自治区で漢語教育強化を始めモンゴル族が反発を強めている問題で、同自治区出身者として2020年10月20日までに共同通信のインタビューで「今回の措置には99％のモンゴル族が怒っている」と中国当局を批判した。相撲界で公に声を上げたのは荒汐が初めて。荒汐は中国政府による長年の同化政策によって「モンゴル語を話せる子供は激減している」と指摘し「このままだと母語が失われる」と憂慮した[76]。

### 家族
- 父は小柄で根っからの遊牧民であり、遊牧民としての生活を選んだことから日本への移住を断り、蒼国来が内モンゴルに両親のために建てたアパートにも入っていない。母は大柄で勝負師のような豪快な性格で、日本への移住も乗り気であった[77]。

## 主な成績

### 通算成績
- 通算成績：466勝440敗49休
- 幕内成績：170勝190敗15休
- 幕内在位：38場所

### 各段優勝
- 十両優勝：1回（2017年11月場所）
- 幕下優勝：1回（2018年11月場所）
- 三段目優勝：1回（2007年5月場所）
- 序ノ口優勝：1回（2003年11月場所）

### 三賞・金星
- 三賞
  - 技能賞：1回（2017年1月場所）
- 金星：1回
  - 日馬富士1個（2017年3月場所）

### 場所別成績
| | 一月場所 初場所（東京）   | 三月場所 春場所（大阪） | 五月場所 夏場所（東京） | 七月場所 名古屋場所（愛知） | 九月場所 秋場所（東京） | 十一月場所 九州場所（福岡） |
| --- | ------------------------- | ----------------------- | ----------------------- | --------------------------- | ----------------------- | --------------------------- |
| 2003年 （平成15年） | x                         | x                       | x                       | x                           | （前相撲）              | 西序ノ口36枚目 優勝 7–0     |
| 2004年 （平成16年） | 西序二段25枚目 休場 0–1–6 | 東序二段96枚目 7–0      | 東三段目87枚目 5–2      | 西三段目54枚目 5–2          | 東三段目29枚目 6–1      | 東幕下48枚目 2–5            |
| 2005年 （平成17年） | 東三段目7枚目 3–4         | 東三段目23枚目 3–4      | 西三段目39枚目 3–4      | 西三段目54枚目 6–1          | 西三段目3枚目 3–4       | 西三段目16枚目 6–1          |
| 2006年 （平成18年） | 西幕下39枚目 4–3          | 西幕下33枚目 5–2        | 西幕下21枚目 2–5        | 西幕下35枚目 3–4            | 東幕下47枚目 2–5        | 東三段目4枚目 4–3           |
| 2007年 （平成19年） | 東幕下54枚目 4–3          | 西幕下46枚目 3–4        | 東三段目筆頭 優勝 7–0   | 東幕下11枚目 5–2            | 東幕下5枚目 4–3         | 東幕下2枚目 3–4             |
| 2008年 （平成20年） | 西幕下6枚目 4–3           | 西幕下4枚目 2–5         | 西幕下14枚目 2–5        | 西幕下28枚目 6–1            | 東幕下10枚目 4–3        | 西幕下4枚目 2–5             |
| 2009年 （平成21年） | 西幕下18枚目 4–3          | 東幕下14枚目 5–2        | 東幕下6枚目 4–3         | 西幕下4枚目 4–3             | 西幕下筆頭 4–3          | 東幕下筆頭 5–2              |
| 2010年 （平成22年） | 西十両13枚目 9–6          | 西十両7枚目 8–7         | 西十両4枚目 8–7         | 東十両3枚目 8–7             | 西前頭13枚目 8–7        | 東前頭13枚目 6–9            |
| 2011年 （平成23年） | 東前頭16枚目 8–7          | 八百長問題 により中止   | 解雇 –                  | x                           | x                       | x                           |
| 2012年 （平成24年） | x                         | x                       | x                       | x                           | x                       | x                           |
| 2013年 （平成25年） | x                         | x                       | x                       | 西前頭15枚目 6–9            | 東十両筆頭 4–11         | 西十両7枚目 5–10            |
| 2014年 （平成26年） | 東十両11枚目 8–7          | 東十両9枚目 11–4        | 西前頭15枚目 8–7        | 西前頭13枚目 7–8            | 西前頭13枚目 7–8        | 西前頭14枚目 9–6            |
| 2015年 （平成27年） | 東前頭10枚目 6–9          | 西前頭13枚目 9–6        | 東前頭7枚目 1–4–10      | 東十両2枚目 9–6             | 西前頭14枚目 8–7        | 東前頭10枚目 9–6            |
| 2016年 （平成28年） | 西前頭5枚目 8–7           | 西前頭4枚目 5–8–2       | 東前頭9枚目 7–8         | 西前頭9枚目 6–9             | 東前頭11枚目 5–10       | 東前頭14枚目 9–6            |
| 2017年 （平成29年） | 西前頭10枚目 12–3 技      | 東前頭2枚目 4–11 ★      | 西前頭8枚目 5–10        | 西前頭13枚目 6–9            | 東十両筆頭 4–11         | 西十両7枚目 優勝 14–1       |
| 2018年 （平成30年） | 東前頭12枚目 6–9          | 東前頭15枚目 5–7–3      | 東十両筆頭 3–6–6        | 東十両10枚目 休場 0–0–15    | 東幕下9枚目 4–3         | 東幕下5枚目 優勝 7–0        |
| 2019年 （平成31年 /令和元年） | 西十両12枚目 8–7          | 西十両7枚目 8–7         | 西十両5枚目 7–8         | 西十両5枚目 4–11            | 西十両10枚目 8–7        | 東十両9枚目 7–8             |
| 2020年 （令和2年） | 東十両10枚目 4–11         | 東幕下筆頭 休場 0–0–7   | 感染症拡大 により中止   | 西幕下41枚目 引退 –         | x                       | x                           |
| 各欄の数字は、「勝ち-負け-休場」を示す。 優勝 引退 休場 十両 幕下 三賞：敢=敢闘賞、殊=殊勲賞、技=技能賞 その他：★=金星 番付階級：幕内 - 十両 - 幕下 - 三段目 - 序二段 - 序ノ口 幕内序列：横綱 - 大関 - 関脇 - 小結 - 前頭（「#数字」は各位内の序列） |                           |                         |                         |                             |                         |                             |

### 幕内対戦成績
| 力士名   | 勝数 | 負数 | 力士名   | 勝数 | 負数 | 力士名   | 勝数 | 負数 | 力士名     | 勝数 | 負数 |
| -------- | ---- | ---- | -------- | ---- | ---- | -------- | ---- | ---- | ---------- | ---- | ---- |
| 碧山     | 0    | 2    | 朝赤龍   | 2    | 0    | 朝乃山   | 1    | 1    | 東龍       | 1    | 0    |
| 天風     | 1    | 0    | 安美錦   | 2    | 1    | 阿夢露   | 3    | 1    | 荒鷲       | 7    | 3    |
| 阿覧     | 1    | 0    | 勢       | 4    | 2    | 石浦     | 2    | 1    | 逸ノ城     | 3    | 1    |
| 宇良     | 0    | 1    | 遠藤     | 0    | 2    | 大砂嵐   | 1    | 3    | 隠岐の海   | 5    | 2    |
| 魁聖     | 2    | 2    | 臥牙丸   | 4    | 7    | 輝       | 1    | 3    | 鏡桜       | 1    | 2    |
| 垣添     | 1    | 0    | 鶴竜     | 0    | 1    | 春日王   | 0    | 2    | 稀勢の里   | 0    | 1    |
| 北太樹   | 3    | 5(1) | 北磻磨   | 1    | 0    | 木村山   | 1    | 0    | 旭秀鵬     | 4    | 7    |
| 旭天鵬   | 4    | 1    | 光龍     | 2    | 1    | 黒海     | 3    | 0    | 琴春日     | 1    | 1    |
| 琴奨菊   | 0    | 1    | 琴勇輝   | 2    | 7    | 佐田の海 | 6    | 2    | 佐田の富士 | 1    | 4    |
| 霜鳳     | 2    | 1    | 常幸龍   | 2    | 1    | 正代     | 0    | 3    | 翔天狼     | 1    | 2    |
| 松鳳山   | 4    | 8    | 青狼     | 0    | 2    | 大奄美   | 0    | 2    | 大栄翔     | 2    | 3    |
| 大翔丸   | 3    | 3    | 大道     | 1    | 0    | 貴景勝   | 2    | 0    | 貴ノ岩     | 3    | 4    |
| 高見盛   | 2    | 0    | 髙安     | 2    | 4    | 宝富士   | 1    | 4    | 豪風       | 4    | 5    |
| 玉飛鳥   | 0    | 1    | 玉鷲     | 4    | 5    | 千代鳳   | 6    | 2    | 千代翔馬   | 2    | 2    |
| 千代大龍 | 6    | 4    | 千代ノ皇 | 1    | 0    | 千代の国 | 2(1) | 3    | 千代丸     | 5    | 3    |
| 照ノ富士 | 1    | 3    | 時天空   | 1    | 3    | 德勝龍   | 4    | 6    | 土佐ノ海   | 1    | 0    |
| 土佐豊   | 0    | 2    | 栃煌山   | 0    | 2    | 栃ノ心   | 1    | 4    | 栃乃洋     | 1    | 2    |
| 栃乃若   | 2    | 1    | 豊ノ島   | 0    | 3    | 豊響     | 7    | 5    | 錦木       | 1    | 3    |
| 白鵬     | 0    | 1    | 日馬富士 | 1    | 1    | 英乃海   | 4    | 0    | 武州山     | 0    | 1    |
| 豊真将   | 0    | 1    | 北勝力   | 0    | 1    | 北勝富士 | 2    | 1    | 誉富士     | 2    | 3    |
| 舛ノ山   | 0    | 1    | 御嶽海   | 4    | 1    | 雅山     | 1    | 0    | 妙義龍     | 1    | 6    |
| 猛虎浪   | 1    | 0    | 豊山     | 1    | 1    | 嘉風     | 1    | 3    | 竜電       | 1    | 1(1) |
| 若荒雄   | 0    | 1    | 若の里   | 2    | 1    |          |      |      |            |      |      |

## 改名歴
力士
- 苍國来 栄吉（そうこくらい えいきち）2003年9月場所 - 2006年11月場所
四股名は「（空が）蒼い国、草原の国から来た」に由来すると一部マスコミでは報道されているが、「雄大な内モンゴル草原の抜けるような蒼い空と中国の国」をイメージして8代荒汐が名付けた[17]。下の名前「栄吉」は、荒汐親方の実父の名から取った。「苍」は「蒼」の中国簡体字で、簡体字を使った史上唯一の四股名である。
- 蒼国来 栄吉（そうこくらい -）2007年1月場所 - 2011年4月、2013年7月場所 - 2020年7月場所

年寄
- 荒汐 栄吉（あらしお -）2020年3月26日 -

## ギャラリー

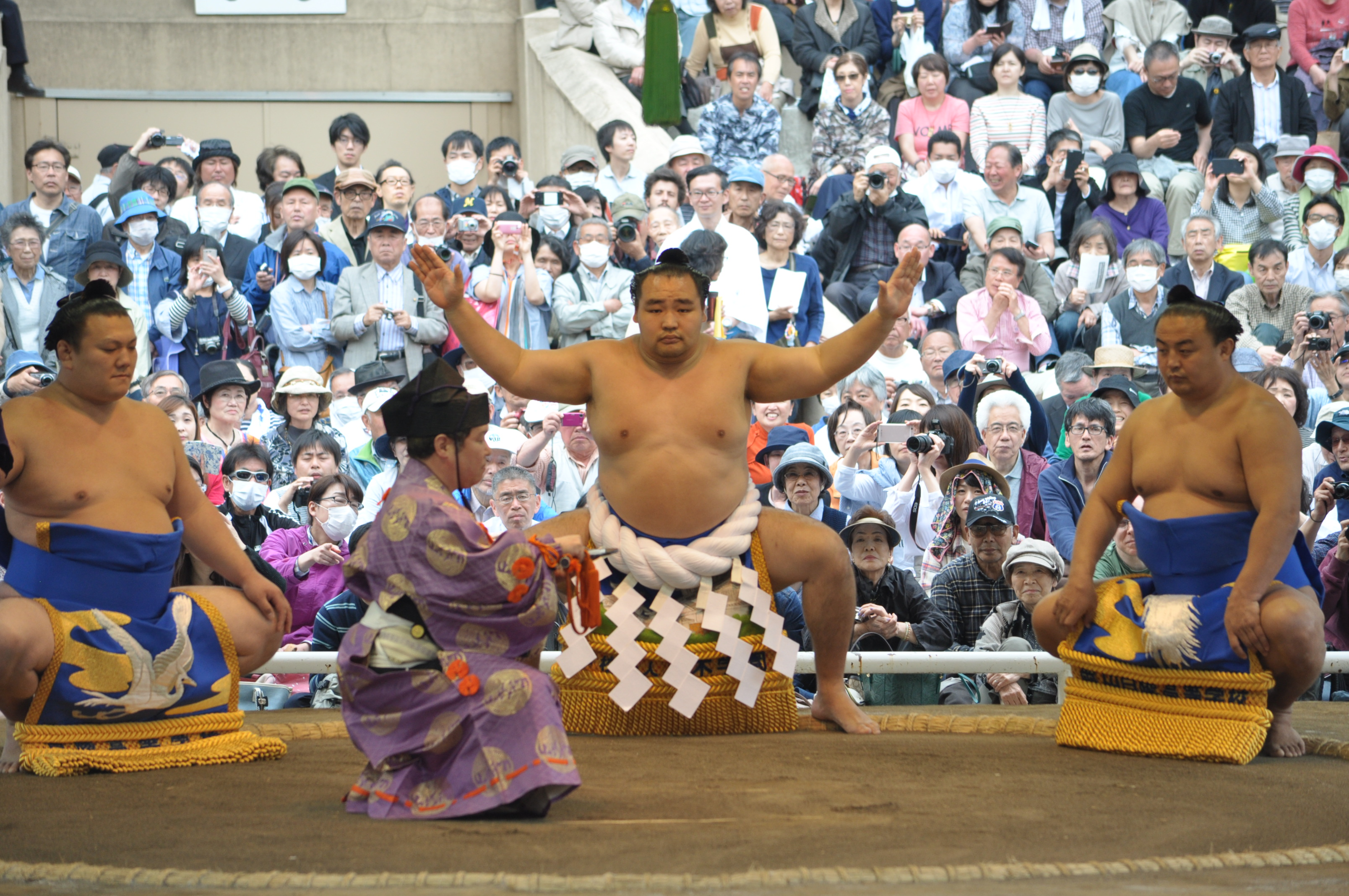
靖国神社奉納大相撲 鶴竜関の土俵入りで露払いの蒼国来関（2017年4月17日撮影）